# Episodi di Batwoman (terza stagione)
La terza e ultima stagione della serie televisiva Batwoman è stata trasmessa in prima visione negli Stati Uniti sulla rete televisiva The CW dal 13 ottobre 2021 al 2 marzo 2022.
In Italia la stagione è stata trasmessa su Italia 1 dal 17 settembre all'10 dicembre 2022 in terza serata. 
| n° | Titolo originale            | Titolo italiano               | Prima TV USA     | Prima TV Italia   |
| -- | --------------------------- | ----------------------------- | ---------------- | ----------------- |
| 1  | Mad As a Hatter             | Pazzo come un cappellaio      | 13 ottobre 2021  | 18 settembre 2022 |
| 2  | Loose Tooth                 | Il dente di coccodrillo       | 20 ottobre 2021  | 25 settembre 2022 |
| 3  | Freeze                      | Mr. Freeze                    | 27 ottobre 2021  | 2 ottobre 2022    |
| 4  | Antifreeze                  | Antigelo                      | 3 novembre 2021  | 9 ottobre 2022    |
| 5  | A Lesson from Professor Pyg | La lezione del professor Pyg  | 10 novembre 2021 | 16 ottobre 2022   |
| 6  | How Does Your Garden Grow?  | Cosa cresce nel tuo giardino? | 17 novembre 2021 | 23 ottobre 2022   |
| 7  | Pick Your Poison            | Il male minore                | 24 novembre 2021 | 30 ottobre 2022   |
| 8  | Trust Destiny               | Fidati del destino            | 12 gennaio 2022  | 6 novembre 2022   |
| 9  | Meet Your Maker             | Ti presento il creatore       | 19 gennaio 2022  | 13 novembre 2022  |
| 10 | Toxic                       | Tossico                       | 26 gennaio 2022  | 20 novembre 2022  |
| 11 | Broken Toys                 | Giocattoli rotti              | 2 febbraio 2022  | 27 novembre 2022  |
| 12 | We're All Mad Here          | Siamo tutti matti qui         | 23 febbraio 2022 | 4 dicembre 2022   |
| 13 | We Having Fun Yet?          | Ci stiamo già divertendo?     | 2 marzo 2022     | 11 dicembre 2022  |

## Pazzo come un cappellaio
- Titolo originale: Mad As a Hatter
- Diretto da: Holly Dale
- Scritto da: Caroline Dries

### Trama
È passato del tempo da quando Black Mask e Alice sono stati rinviati all'Arkham Asylum. 
Due ragazzi trovano il cappello che apparteneva al Jervis Tetch/Cappellaio Matto sulla spiaggia. Viene venduto online a un giovane di nome Liam Crandle, fan di Alice, che scopre come funziona diventando il nuovo Cappellaio Matto. 
Alice riceve cartoline da Jacob mentre riceve visite da Mary. 
Ryan Wilder recupera il rametto di edera velenosa di Pamela Ivy/Poison Ivy poiché Luke Fox ha problemi con i difetti della sua tuta. 
Renee Montoya parla con il sindaco Hartley prima che, a Gotham City, lei diventi di nuovo "la nuova Jim Gordon". 
Durante la cerimonia della laurea di Mary, il Cappellaio Matto costringe Mary a rimuovere gli organi interni del presidente dell'università, costringendo Ryan a liberare con riluttanza Alice dall'Arkham Asylum. 
Alice affronta il Cappellaio Matto per annullare il controllo mentale su Mary e lo pugnala alla schiena. 
Successivamente, Alice viene riportata ad Arkham da Luke. 
Ryan crea il nome in codice "Batwing" per Luke e rifiuta di ricevere le informazioni di Sophie sulla sua vera madre. 
Jada Jet viene informata di una violazione della sua sicurezza; Mary riceve un pacco da Kate; Luke trova un'intelligenza artificiale di suo padre Lucius Fox nell'elmo della sua tuta, e Alice fa un patto con Renee in modo che possa collaborare con Batwoman, rivelando la sua vera identità alla poliziotta. Batwoman acconsente con riluttanza all'accordo.

## Il dente di coccodrillo
- Titolo originale: Loose Tooth
- Diretto da: Jeff Hunt
- Scritto da: Chad Fiveash e James Stoteraux

### Trama
Montoya legge le condizioni di Alice riguardo al suo rilascio supervisionato, dove qualsiasi violazione la porterà in isolamento ad Arkham per il resto della sua vita. 
Il primo incarico è quello di affrontare una situazione simile a quella di due anni prima che riguardava il criminale Waylon Jones/Killer Croc. Ryan riceve la visita di Jada Jet mentre Sophie afferma che Jada è la madre naturale di Ryan. 
Jada parla di una violazione informatica alla sua compagnia, risalente alla Wayne Enterprises. 
Mary collabora con Luke per sistemare i malfunzionamenti della tuta. 
Ryan viene informata da Alice sui terreni di caccia di Killer Croc. 
Batwoman e Alice si dirigono lì di notte dopo il rapimento di Whitney Hutchison e incontrano un uomo di nome Mason che afferma che questo Killer Croc è suo figlio Steven che si è tagliato a seguito del ritrovamento del dente di Killer Croc mente ne faceva una collana. 
Pur non volendo che Batwoman o Alice facciano del male a suo figlio, Mason le attacca finché non viene tesa un'imboscata e viene trascinato via da Steven. 
Dal momento che Alice che frigge la sua cavigliera con il taser di Mason e poi scappa, Batwing arriva sul posto e le inietta 1.000 nanobot di localizzazione. 
Batwoman trova Mason morto e trova Steven dove lo ferma tramite una trappola. 
Con Whitney salvata e il dente di Killer Croc sotto la custodia di Montoya, Vesper Fairchild riferisce che Killer Croc 2.0 è stato collocato in un habitat speciale all'Arkham Asylum. 
Anche Alice è stata restituita ad Arkham. Montoya apre il contenitore che contiene il rametto di Padella Ivy/Poison Ivy e scopre che è un falso e che quello vero ancora là fuori. 
Ryan visita Jada, confessandole che è sua figlia.

## Mr. Freeze
- Titolo originale: Freeze
- Diretto da: Greg Beeman
- Scritto da: Nancy Kieu

### Trama
Jada è impressionata da Ryan ma non vuole avere niente a che fare con lei. 
Il suo affascinante figlio Marquis, d'altra parte, vuole lavorare con Ryan alle spalle di Jada. 
L'improvviso congelamento di un autobus urbano richiama il defunto Victor Fries/Mr. Freeze, la cui vedova Nora è sopravvissuta allo scongelamento ma ora è inferma, sebbene guarita dalla sua malattia. 
Batwoman fa irruzione nell'armadietto delle prove del GCPD per la macchina di Fries, ma prima che arrivi lì la sorella di Nora, Dee, l'ha rubata e l'ha già persa a causa di un ricatto di un mercenario. 
Con l'aiuto di Batwing, Batwoman recupera la macchina (anche se il mercenario scappa), salvando Nora e Dee. 
Dopo che Mary fa visita alle due signore in un parco e offre ulteriori cure mediche, viene improvvisamente afferrata da una liana e trascinata via. 
Intanto, Alice si lamenta di essere malata, vedendo i nanobot che si muovono nella sua pelle, e chiede a Mary di visitarla, dal momento che continua ad avere allucinazioni: nel finale dell'episodio Alice si risveglia ad Arkham.

## Antigelo
- Titolo originale: Antifreeze
- Diretto da: Holly Dale
- Scritto da: Daniel Thomsen

### Trama
Nessuno è interessato allo strano pernottamento di Mary nel parco, dato che Ryan è celebrata come una delle giovani imprenditrici di Gotham. 
Mentre flirta con Marquis, Jordan (la sorella di Sophie) scompare improvvisamente e quando Marquis aiuta Batwoman a cercarla, è ritrovata congelata. 
Alice ha convinto Montoya a lasciarla uscire di nuovo, dopo che Mary ipotizza che le sue allucinazioni possano derivare dalle droghe che le sono state date ad Arkham. 
Alice scopre che la Black Glove Society (BGS) ha congelato le persone, rianimandole senza successo: Jordan è una delle loro vittime, dal momento che stava indagando sulla società. 
Ryan scopre che Jada ha fatto trapelare la notizia che i fondi della Wayne Enterprises sono stati deviati in un fondo sospetto (in realtà quello della Bat-caverna). 
Luke e Charlie (l'addetto ai media della W.E.) cercano di far passare il fondo come "progetto confidenziale di difesa", ma il consiglio chiede a Ryan di dimettersi da amministratrice dell'azienda - ma non vuole farlo per paura che qualcun altro acquisti la società. 
Un agente della Black Glove Society consegna a Jada quella che dice essere una tecnica affidabile di congelamento e scongelamento, e Jada dice che ha intenzione di usarla su Marquis.

## La lezione del professor Pyg
- Titolo originale: A Lesson from Professor Pyg
- Diretto da: David Ramsey
- Scritto da: Ebony Gillbert, Caroline Dries

### Trama
Batwoman va a prendere Alice dall'appartamento di Sophie. 
Le due trovano un cadavere e Renee sospetta che il colpevole abbia usato la frusta di Selina Kyle/Catwoman come arma. 
Batwoman scopre che non è la frusta di Catwoman poiché la sua frusta contiene parte della nanotecnologia di Bruce Wayne/Batman. 
Ryan è invitata a cena da Jada e menziona a Mary che Alice ha collegato le Jeturian Industries alla Black Glove Society, così invita Sophie come ospite. 
A cena, mentre Sophie si dirige in bagno, Ryan apprende da Jada che vuole che smetta di frequentare Marquis e che Sophie lasci la cena. Alice e Renee, intanto, esaminano la frusta mentre Renee suggerisce che Alice esamini i file di Magpie, Whip, Talia al Ghul e Pamela Ivy/Poison Ivy. 
Durante la cena, Marquis fa un brindisi, quando il Lazlo Valentin/Professor Pyg entra nella stanza presentandosi come lo chef licenziato da Jada, che ha perso la sua famiglia e per questo cerca vendetta. 
Ryan pugnala lo chef a una gamba mentre lei, Sophie e la famiglia Jet fuggono nella camera blindata di Jada. 
Mentre Ryan lotta per raggiungere il seminterrato dove si trovano i medicinali per curare le ferite, Sophie menziona a Jada la sua conoscenza degli esperimenti della Black Glove Society mentre Jada nega di esserne a conoscenza. 
Ryan crolla, mentre Jada si arrende. 
Ryan prende uno dei medicinali al cortisone, il quale le dà la forza per combattere il professor Pyg. 
Anche Marquis si riprende e pugnala a morte il professor Pyg. 
Dopo una visita a Mary, Alice sospetta che Flamingo sia il proprietario della frusta. 
Mentre il corpo del professor Pyg viene portato via dal medico legale, Jada afferma ancora di non sapere degli esperimenti condotti dalla Black Glove Society e ammette a Ryan che Marquis è malato da quando il suo scuolabus è stato dirottato da Jack Napier/Joker, il quale ha usato il suo joy buzzer trasformandolo in un sociopatico, motivo per il quale ha ucciso suo padre Franklin sfruttando la sua allergia agli arachidi. 
Jada stava progettando di usare la criogenia per preservarlo fino a quando non si sarebbe potuta ottenere una cura. 
Nel finale, Marquis viene visto mettersi del sangue sulle sue labbra nello stile del sorriso di Joker.

## Cosa cresce nel tuo giardino?
- Titolo originale: How Does Your Garden Grow?
- Diretto da: Robert Duncan
- Scritto da: Jerry Shandy e Natalie Abrams

### Trama
Un uomo viene trovato sepolto in un nido d'api, il che allerta la polizia e Montoya. 
Sophie chiede a Renee informazioni sulla Black Glove Society, e Renee consiglia a Sophie di stare lontana da loro. 
Mary fa rivivere l'uomo ritrovato ad inizio episodio ed è l’uomo che afferma che Mary ha fatto questo. Apparentemente Mary è stata infettata dall’edera di Padella Ivy/Poison Ivy; Mary non ricorda nulla, ma, per prevenire eventuali danno, si ammanetta autonomamente. 
Batwoman e Alice in seguito trovano l'agente della Black Glove, Virgil Getty, che ha congelato Jordan e i suoi amici, poi sepolti fino al collo nel terreno, apparentemente da Mary. 
Ryan tiene Getty da Renee, ma Alice rivela la sua posizione a Sophie, che tortura Getty per informazioni sulla società prima che Batwoman la ferma e che poi qualcuno uccide rapidamente Getty. 
Alice usa la luce del sole per risvegliare il lato “cattivo” di Mary, che mette fuori combattimento Luke e viene liberata da Alice. 
La nuova Poison Mary attira Batwoman e Batwing nei giardini botanici, dove li intrappola e li sottomette con le piante, scappando con la tuta da Batwing. 
Renee li libera mentre li rimprovera per aver trattenuto queste informazioni. 
Mentre Sophie e Renee si baciano dopo aver bevuto insieme, Ryan chiede un favore a Jada Jett. 
Alice ruba un'auto e parte con Poison Mary.

## Il male minore
- Titolo originale: Pick Your Poison
- Diretto da: Holly Dale
- Scritto da: Kelly Ota e Emily Alonso

### Trama
Ryan aiuta Jada a catturare Marquis in cambio di una cura per Mary. Mentre Jada si prepara a sospendere le attività vitali in Marquis, quest’ultimo scappa e ruba la cura. Alice e Mary fuggono da Gotham, progettando di sottoporre ad Alice una trasfusione di sangue completa per liberarla dai nanobot rintracciabili da Luke. Marquis si fa strada nella Wayne Tower e colpisce Luke facendogli perdere i sensi. Ryan affronta Marquis, che la costringe a cedergli il controllo della Wayne Enterprises in cambio della cura per Mary. I nuovi poteri di controllo mentale di Mary le consentono di trovare rapidamente donatori di sangue sufficienti per Alice, completando la trasfusione. Ryan riesce a rintracciare Mary, ma poi quest'ultima ipnotizza Ryan per farsi rivelare cosa farebbe se Mary non prendesse la cura, ovvero rinchiuderla; così Mary, grazie ai suoi poteri, richiama dei rampicanti per intrappolare Ryan e distrugge la cura, dicendo che Poison Mary è la vera sé, prima di scappare con Alice. Ora bloccati fuori dalla Batcaverna, Ryan, Luke e Sophie guardano Marquis fare il suo debutto pubblico come nuovo capo della Wayne Enterprises, promettendo di mettere un “sorriso” sui volti dei cittadini di Gotham. Mary, intanto, crea il proprio costume da Poison Ivy, abbracciando la sua nuova identità malvagia.

## Fidati del destino
- Titolo originale: Trust Destiny
- Diretto da: Marshall Virtue
- Scritto da: Ebony Gilbert e Daphne Miles

### Trama
Nei flashback, Renee ha dovuto lavorare per impedire a Poison Ivy di distruggere la diga di Gotham e inondare gran parte della città per consentire alle piante di crescere. Quando il suo piano fallisce, Renee è stata costretta ad usare su di lei un antidoto essiccante creato da Batman. Nel presente, Mary nella ridenominazione di Poison Mary da parte di Alice perfeziona le sue capacità di controllo mentale in un hotel a Metropolis. Nel frattempo a Gotham City, Marquis organizza una festa per celebrare il suo nuovo ruolo di CEO della Wanye Enterprises. Quando lavorano per fermare Poison Mary, Luke e Renee suggeriscono di intrufolarsi alla festa in modo che possano raggiungere la Batcaverna. Quando Ryan, Sophie e Renee riescono a superare le guardie nell'ufficio di Marquis, Ryan diventa Batwoman e isola i battiti del cuore per trovare il battito del cuore di Poison Ivy, tenuta nel profondo della Batcaverna. Poison Mary si infiltra nella festa e incontra Marquis al quale sussurra qualcosa. Dopo aver ottenuto la copia dell’abito foto dal corpo di Poison Ivy, Batwoman va sul tetto per affrontare Poison Mary, quando arriva Marquis con Luke come ostaggio. Durante la lotta, Marquis viene colpito dall’antidoto che lo fa essiccare, mentre Poison Mary scappa. Dopo aver rintracciato Alice, Sophie va nell'ufficio di Renee e trova un oggetto che riconosce subito. Mentre Marquis viene messo sul tavolo nella clinica di Mary, Batwoman chiama Jada per lavorare su un altro tentativo di guarire Marquis. Sophie contatta Batwoman per informarla che Renee ha sempre avuto il joy buzzer di Joker. Il suo vero obiettivo era che Batwoman e Alice, nel processo di rintracciare i trofei di Batman andati perduti, scoprissero finalmente dove Batman aveva seppellito Poison Ivy, in modo che potessero liberare l'amore della sua vita. Viene quindi mostrato che il corpo di Poison Ivy è sparito dalla sua Batcaverna.

## Ti presento il creatore
- Titolo originale: Meet Your Maker
- Diretto da: Michael Blandell
- Scritto da: Caroline Dries e Maya Houston

### Trama
Ryan, Sophie e Luke vanno alla ricerca di Poison Ivy in un parco nazionale dove sono state avvistate le sue piante, dal momento che Renee l'ha riportato in vita; Poison Ivy, però, non è tornata nel pieno delle sue capacità. Jada incontra il suo vecchio amico John Diggle mentre cercano il joy buzzer di Joker che sarebbe necessario per aiutare a curare Marquis. Alice si ritrova trascinata in un luogo da Poison Mary. Ryan, Sophie e Luke arrivano e vengono attaccati da alcune delle piante di Poison Ivy costringendoli a rifugiarsi in una baita. Al suo arrivo, Poison Mary fa addormentare Alice. Jada e John entrano nell'ufficio di Renee dove trovano un elenco che menziona gli oggetti dei cattivi di Batman ottenuti e trovano ciò che stavano cercando. Poison Mary incontra un cacciatore e suo figlio, quando evoca inconsapevolmente una pianta che fa volare il cacciatore e mette in fuga il ragazzo. Renee si presenta e tranquillizza Poison Mary. Mentre Batwoman va a prendere del sale per difendersi dalle piante, salva il figlio del cacciatore che stava per essere attaccato dalle piante avvisate della sua presenza. Con la sua tuta a proteggerla, Ryan si rifugia in un camion, fatto poi esplodere da Sophie per uccidere le piante. Il giorno successivo, Luke visita la tomba di suo padre ora sapendo come Lucius Fox voleva che suo figlio fosse al sicuro. John si presenta e gli parla di una scatola. Dopo essere stata incapace di ragionare con Poison Ivy, Renee se ne va all'arrivo di Poison Mary. Entrambe le Poison si abbracciano mentre Poison Ivy torna alla piena potenza.

## Tossico
- Titolo originale: Toxic
- Diretto da: Glen Winter
- Scritto da: Caroline Dries e Jerry Shandy

### Trama
Con Poison Mary al suo fianco, Poison Ivy ha impiccato il CEO del Gotham Healthcare, Harold Marlowe, e mentre informa Poison Mary che lui ha causato alcuni problemi, Poison Ivy si ricarica dei suoi poteri tramite Poison Mary. Quando si trova alla diga di Gotham, Poison Ivy ha intenzione di romperla per inondare Gotham City, per fermare l'inquinamento che le fabbriche provocano in natura. Con l'aiuto di Alice, Ryan e Luke cercano di ottenere informazioni da Renee su Poison Ivy. Batwoman in seguito incontra Jada Jet che chiede di riavere Marquis entro mezzanotte. Quando Poison Mary si arrende a Batwoman, lei, Luke, Sophie, Renee e Alice escogitano un piano per usare Poison Mary come cavallo di Troia per Poison Ivy facendola diventare portatrice di un bloccante di feromone. Quando Poison Mary si incontra con Poison Ivy, i suoi poteri cominciano ad indebolirsi mentre Poison Mary si allontana. Questo porta Poison Ivy a sentirsi strana quando Batwoman arriva per sconfiggerla mentre Luke supera la sua debolezza in modo che Batwing possa fermare la rottura della diga. Qualche istante dopo, Poison Ivy si sveglia su un aereo con Renee che afferma di aver fatto un patto con Sophie per la sua libertà: le due sono in viaggio per Coryana. Dato che Mary è tornata alla vecchia sé, Jada inizia a diffamare Batwoman su un notiziario in diretta incolpandola per gli oggetti dei cattivi di Batman che finiscono per le sue strade e per i danni alla diga di Gotham. La clinica di Mary è stata colpita dalla precoce inondazione, tanto che delle gocce d'acqua rianimano Marquis.

## Giocattoli rotti
- Titolo originale: Broken Toys
- Diretto da: Camrus Johnson
- Scritto da: Chad Fiveash, James Stoteraux e Natalie Abrams

### Trama
Ora che è stato rivitalizzato, Marquis inizia i suoi piani per migliorare l'Arkham Asylum. Mary rivela a Luke che ha dato l’intelligenza artificiale di Lucius Fox a Marquis quando era Poison Mary. Mentre Ryan va da Jada per vedere se ha qualcosa che può essere usato contro Marquis, Luke diventa Batwing per infiltrarsi nella Wayne Enterprises con Sophie per capire la prossima mossa di Marquis mentre Mary porta Alice a cercare la fabbricante di giocattoli Kiki Roulette, colei che ha creato il joy buzzer di Joker, quando lavorava per lui. La trovano sotto lo pseudonimo di Kathleen Rogers e lei porta Mary e Alice nel suo ex laboratorio. Marquis inizia il suo programma di rilascio dalla prigione di Arkham rilasciando Victor Zsasz per uccidere sua madre Jada. Batwoman arriva per salvarla ed è proprio il conflitto tra Ryan e Zsasz a far capire a Jada che Ryan è Batwoman. Batwing e Sophie trovano le informazioni di cui avevano bisogno mentre Batwing riottiene l'intelligenza artificiale di suo padre. Kiki rivela ad Alice e Mary che al joy buzzer è rimasta solo una scintilla a causa della corrosione. Si scopre quindi che Kiki è in combutta con Marquis che ha creato una trappola per Alice e Mary. Mentre Batwing e Sophie combattono per superare i tirapiedi di Marquis, Batwoman aiuta Mary e Alice contro i tirapiedi presenti mentre Kiki scappa con il joy buzzer e si incontra con Marquis. Jada migliora il suo rapporto con Ryan. Alice rivela a Mary che ha intenzione di usare il joy buzzer sulla sua testa per capire se davvero è Alice o Beth. Luke dice all’intelligenza artificiale di suo padre che ora capisce la protezione che gli sta dando. Ryan e Sophie si baciano.

## Siamo tutti matti qui
- Titolo originale: We're All Mad Here
- Diretto da: Eric Dean Seaton
- Scritto da: Maya Houston e Daphne Miles

### Trama
Alice inizia ad avere allucinazioni in cui vede Mouse e Ocean vivi. Batwoman ottiene il calendario degli eventi di Marquis. Dopo aver rintracciato con successo Kiki, Alice litiga con lei fino a quando Marquis non spara a Kiki affermando che ci sono troppe persone pazze. Mary fa visita alla famiglia del cacciatore che ha ucciso accidentalmente quando era Poison Mary solo per scoprire che Alice si è presa la colpa per la sua morte. Grazie a un trucco, Marquis rapisce Jada Jet e i noti membri della Black Glove Society: Barbara Kean, Burton Crowne, Mario Falcone e Jeremiah Arkham. Dopo aver sottoposto Barbara ai medicinali usati su J.J. Gordon, Marquis uccide Crowne, Falcone e Arkham mentre racconta ad Alice del giorno in cui Joker ha dirottato l'autobus su cui si trovava mentre Alice nota che era lo stesso giorno in cui l'auto di sua madre è caduta dal ponte. Marquis considera il destino che li ha uniti. Prima che Jada possa essere sottoposta all'azoto liquido, Batwoman arriva e combatte contro Marquis mentre libera Jada e Barbara. Alice è sottomessa da Sophie mentre Batwing riprende il Joy buzzer. Di ritorno all'Arkham Asylum, Alice ha le allucinazioni nel vedere di nuovo Mouse e Ocean mentre Mary viene nominata suo medico personale. Alice confessa a Mary di aver detto a Marquis della Batcaverna.

## Ci stiamo già divertendo?
- Titolo originale: We Having Fun Yet?
- Diretto da: Holly Dale
- Scritto da: Nancy Kiu e Caroline Dries

### Trama
Al parco divertimenti, Marquis entra nel vecchio nascondiglio di Joker. Trasmette un messaggio alla città di Gotham: svelerà l'identità di Batwoman più tardi quella stessa sera. Ryan lavora con Jada per usare il bar come una tana temporanea per contrastare i piani di Marquis. Dopo la visita di Mary ad Alice che sembra destabilizzata, Ryan le fa visita e Alice rivela delle informazioni origliate da alcuni detenuti. Luke e Mary scoprono che Marquis distribuirà l'acido di Joker in città usando il bat-dirigibile. Poiché Batwoman va a confrontarsi con Marquis, Luke e Sophie si intrufolano nella bat-caverna dove usano l'ombrello ipnotico utilizzato dal Pinguino per allontanare tutti. Batwoman combatte Marquis e, con l'aiuto di Alice, Batwoman usa il joy buzzer su di lui. Luke reindirizza il dirigibile in una parte desolata della città di Gotham con l'intelligenza artificiale della sua tuta, sacrificandola per farlo. Marquis, dopo il colpo, è finalmente tornato normale. Alice si abbandona i suoi capelli biondi e lascia la città di Gotham attraverso le fognature. Alla vista dell'esplosione, Dana Dewitt, una giornalista che indossa una tuta anti contaminazione, consiglia ai cittadini di stare lontano dalla zona quando la sua équipe è attaccata da una figura mutilata con le ossa fuoriuscenti.